# Карлова
Карлова (слч. Karlová) насељено је мјесто са административним статусом сеоске општине (слч. obec) у округу Мартин, у Жилинском крају, Словачка Република.

## Становништво
| Година:    | 1994. | 2004.   | 2014.   | 2024.   |
| ---------- | ----- | ------- | ------- | ------- |
| Број људи: | 117   | 114     | 106     | 112     |
| Разлика:   |       | -2,56 % | -7,01 % | +5,66 % |

| Година:    | 2023. | 2024.   |
| ---------- | ----- | ------- |
| Број људи: | 110   | 112     |
| Разлика:   |       | +1,81 % |

Према подацима о броју становника из 2011. године насеље је имало 107 становника.